# Лидия Петкоска
Лидия Петкоска (на македонска литературна норма: Лидија Петкоска) е политик от Северна Македония.

## Биография
Родена е на 12 януари 1979 година в град Охрид, тогава в Социалистическа федеративна република Югославия. Завършва туризъм и ресторантьорство във Факултета по туризъм и ресторантьорство в Охрид на Битолския университет. На 15 юли 2020 година е избрана за депутат от ВМРО – Демократическа партия за македонско национално единство в Събранието на Северна Македония.